# Compagnie nationale autrichienne des chemins de fer
Compagnie des chemins de fer autrichiens (Nom officiel allemand:  k. k. privilegierte österreichische Staatseisenbahn-Gesellschaft, Nom hongrois Cs. k. szab. Osztrák-Magyar Államvasúttársaság, également connu sous l'acronyme StEG du Staats-Eisenbahn-Gesellschaft, plus tard nom officiel La compagnie des chemins de fer austro-hongrois), était une compagnie de chemin de fer privée en Autriche-Hongrie, possédant et exploitant des lignes de chemin de fer dans les deux parties de la monarchie.

## Création de la compagnie

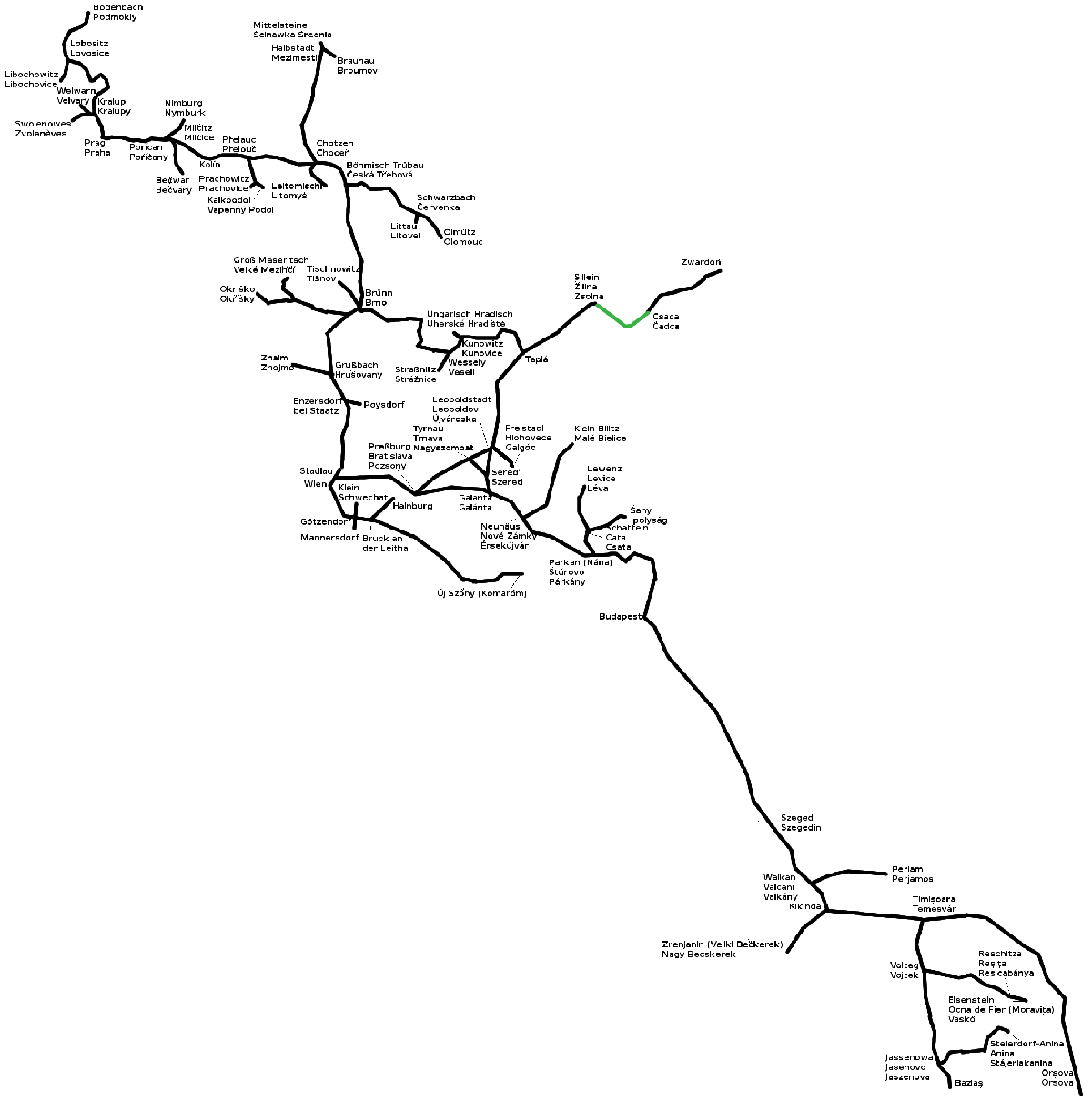
Le réseau ferroviaire des chemins de fer autrichiens. La carte montre les pistes dans les deux parties de la monarchie. Les chemins de fer StEG dans la partie hongroise ont déjà été nationalisés en 1891, c'est-à-dire avant l'achèvement de certains chemins de fer locaux dans la partie autrichienne.

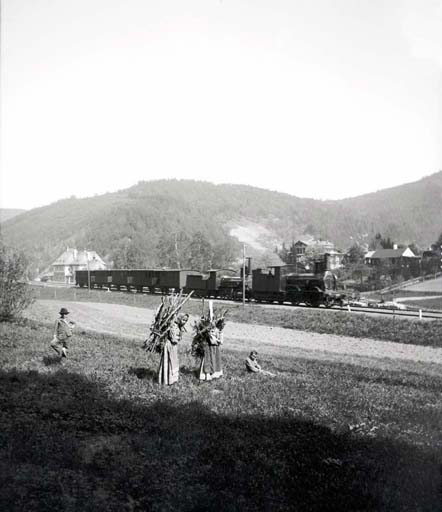
Train de la compagnie ferroviaire nationale autrichienne à Adamova en 1893

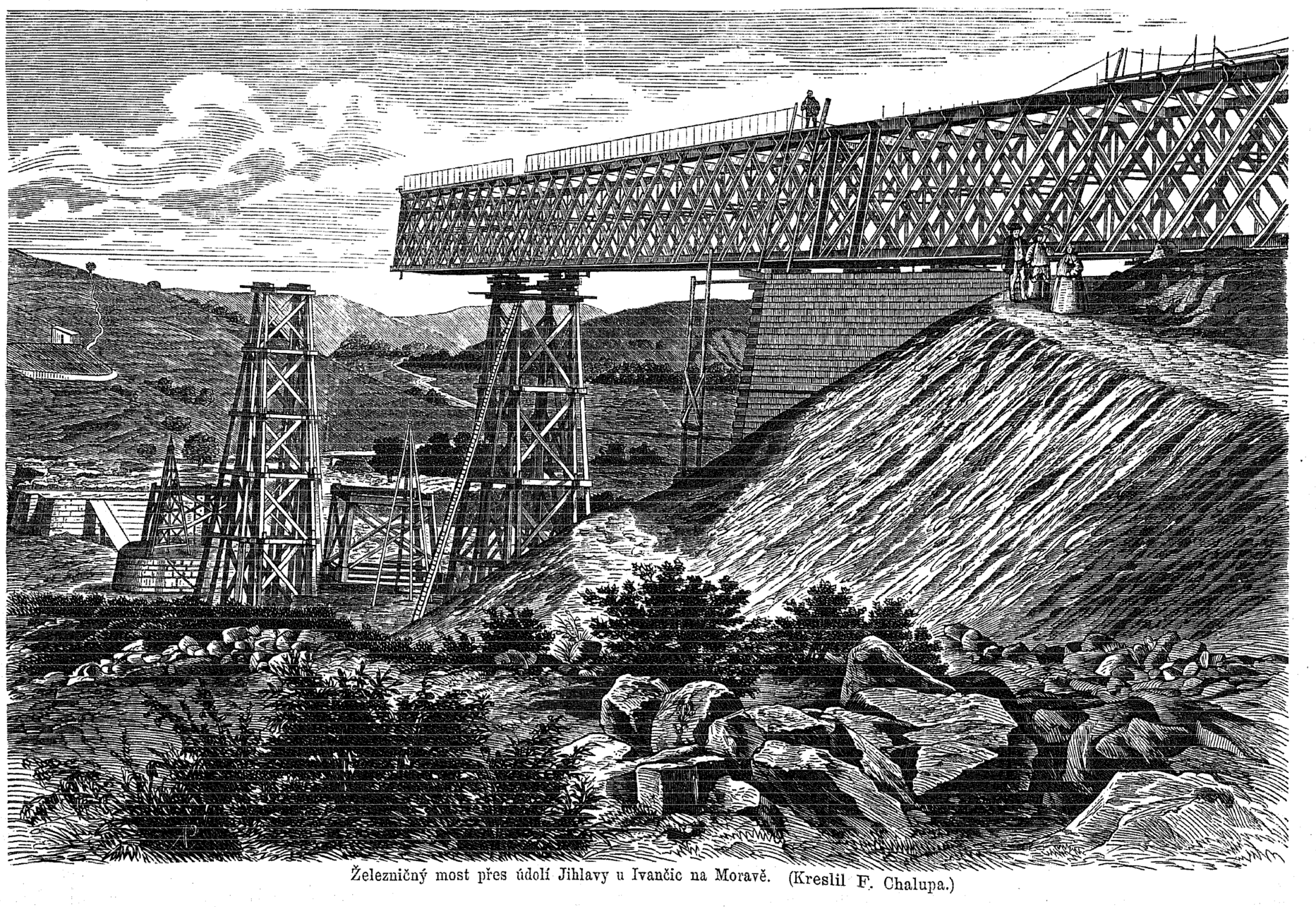
Image de la construction du viaduc d'Ivančický sur la ligne StEG entre Vídní et Brno. L'installation a été réalisée par la Société franco-belge par une méthode d'extension longitudinale, inhabituelle à l'époque. Le viaduc est ainsi devenu le premier pont entièrement métallique de toute l'Autriche.

La société privée a été créée en vendant le Chemin de fer national du nord et le Chemin de fer national du sud-est, les deux propriétés de l'État, à des investisseurs français. La société a été vendue en raison du mauvais état du Trésor public, qui faisait déjà peser un risque sur la situation financière du pays. C'est pourquoi on commence des discussions en 1854 au sujet la vente d'entités publiques, entre autres des chemins de fer nationaux, qui ont été construits en 1841. Les voies mentionnées deviennent donc le 1er janvier 1855 une propriété privée. Les investisseurs ont alors obtenu pour la somme de 94 millions de Florin austro-hongrois 1 100 km de voies ferrées. Les lignes en questions étant Brno - Prague - Podmokly (Děčín), Olomouc - Česká Třebová, Marchegg - Bratislava - Budapest - Segedín.

## Achèvement de son propre réseau
Il s'agissait donc de deux réseaux non reliés l'un à l'autre, pour le raccordement desquels l'entreprise devait se battre avec le concurrent Chemin de fer du nord de l'empereur Ferdinand (KFNB); dans le cadre de l'accord d'achat entre l'État et les nouveaux propriétaires se trouvait également une condition que l'État doit permettre la connexion des réseaux via  Brno. Seul problème, l'État a déjà attribué la ligne Vienne-Brno à la KFNB dans son accord de 1836. Néanmoins, la liaison entre les deux réseaux a été construite dans les années 1866-1870, notamment sur le parcours Štadlava (Stadlau) près de Vienne – Mistelbach – Lava nad Dyjí (Laa an der Thaya) – Hevlín – Hrušovany / Šanov – Moravský Krumlov – Střelice près de Brno. Une majorité de la voie a été construite par l'entreprise elle-même, pour sa part dans les environs de Brno, utilisait les voies du Chemin de fer Brno-Rosické, qu'elle acheta. Le chemin de fer avait plusieurs problèmes: la piste était difficile à construire et l'entreprise était dans une situation difficile d'un point de vue opérationnel et moins avantageuse d'un point de vue financier. En conséquence, les relations entre les deux sociétés (StEG et KFNB) demeurent très tendues. La ligne de Vienne à Podmokel était considérée par la nouvelle Compagnie comme son tronçon principal.
La société a construit des centaines de kilomètres supplémentaires de voies, achetant aussi le chemin de fer Vienne-Rabbi ainsi que sa gare à Vienne, qui  servira de gare principale dans la métropole pour la monarchie. Cette "Gare d'État", plus tard "Gare de l'Est", était située de 1870 à 2009 sur le site de l'actuelle Gare centrale de Vienne (Wien Hauptbahnhof). La StEG contrôle également la société tchèque České obchodní dráhy (Chemins de fer tchèques), qui tente de la concurrencer avec ses chemins de fer locaux dans les années 1880.
Lorsque la nouvelle loi "locale" des années 1880 facilite la construction de chemins de fer locaux, en simplifiant la réglementation et les garanties de l'État, la StEG s'associe activement à cette tendance. Elle construit sa première voie de chemin de fer locale en 1882, de Poříčany à Sadská. Au cours des 15  prochaines années, l'entreprise a construit 359 km de voies locales. Elle a acquis quelques chemins de fer locaux en les achetant directement d'autres compagnies.
La société avait également sa propre usine pour la production de locomotives à Vienne, fournissant des nouvelles machines à la fois pour la StEG et pour d'autres chemins de fer.

## Nationalisation
La partie hongroise de son réseau a déjà été nationalisée en 1891, lorsqu'elle a été incorporée dans les chemins de fer nationaux MÁV (alors qu'en 1882, elle était divisée en deux sociétés sœurs sur la base du règlement austro-hongrois ). De même, dans la partie autrichienne de la monarchie, conformément à la stratégie étatique des transports, que l'État a tenté de mettre en œuvre depuis les années 1880, on se prépare à une grande nationalisation. Contrairement à de nombreuses autres entreprises ferroviaires (qui souvent ne se sont pas passées du soutien de l'État dans leurs activités), la StEG était une entreprise très rentable. Par exemple. en 1906, la société a déclaré un revenu de 54 313 couronnes austro-hongroises par kilomètre tout au long de sa période d'exploitation, soit 20 000 couronnes de plus que les revenus déclarés par les chemins de fer nationaux. En raison de la mauvaise réputation publique de l'entreprise, la discussion sur le projet de loi du Reich s'est déroulée de manière étonnamment fluide et l'entreprise a été nationalisée en 1909 avec deux autres grandes entreprises - le chemin de fer autrichien du nord-ouest et le chemin de fer de liaison sud-nord-allemand. Dans ce cas, cependant, le concept de nationalisation ne peut être comparé à l'acte de nationalisation, tel que nous le connaissons, par exemple, de la Tchécoslovaquie à partir des années 1950. La nationalisation dans la monarchie austro-hongroise a toujours eu lieu selon les lois applicables et conformément aux conditions de concession ou aux conditions de privilèges, et les actionnaires des sociétés ne s'en sont pas tirés.
En 1909, l'effort pour une nouvelle politique des transports dans la monarchie arrive au point culminant. À partir de cette année, seuls quelques chemins de fer locaux et de trois grandes entreprises - le Chemin de fer Usti-Teplice, le Chemin de fer Košice-Bohumín et le Chemin de fer de Bustehrad - sont restés entre des mains privées.